# Мальцево (село, Яйський округ)
Ма́льцево (рос. Мальцево) — село у складі Яйського округу Кемеровської області, Росія.

## Населення
Населення — 90 осіб (2010; 172 у 2002).
Національний склад (станом на 2002 рік):
- росіяни — 95 %